# 노브고로드 공화국
노브고로드국(교회 슬라브어: Новгородскаѧ земьлѧ 노브고로츠카야 제믈랴), 또는 노브고로드 공화국(러시아어: Новгоро́дская респу́блика 노브고로츠카야 레스푸블리카[*])은 오늘날 러시아의 노브고로드 주를 중심으로 존재하던 공화국으로, 12세기에서 15세기에 걸쳐 발트해에서 우랄산맥 북부에 걸친 광대한 영역을 점유했던 루스계 국가이다. 공화국 시민들은 자신들의 나라를 존엄한 벨리키노브고로드(Gosudař Gospodin Velikij Novgorod 고수다르 고스포딘 벨리키노브고로드)라고 불렀다. 공화국은 한자 동맹의 동쪽 끝으로서 번영하였다.

## 역사

### 초기
노브고로드는 본디 키예프 루스의 전신인 노브고로드 루스의 수도로써 882년에 올레크 베시가 키예프에 도읍하기 이전까지 루스인들의 실질적 수도로 기능하였다. 882년부터 1019 ~ 1020년 사이에 노브고로드는 키예프 루스에 속하였으며, 키예프 대공이 노브고로드 공작을 임명하였다. 노브고로드는 루스인의 정신적 중심지로 기능하였다. 21세기 현재에도 노브고로드에는 기독교가 전래되기 이전, 먼 옛날에 숭배된 전통적 종교의 유적들이 남아 있다.
노브고로드는 블라디미르 1세를 지원하면서 지속적으로 루스인의 정치에 있어 중심 역할을 수행하였으며, 야로슬라프 1세의 대공위 즉위에도 실력을 행사했다. 대공이 된 야로슬라프의 첫 번째 행동은 자신이 옥좌를 차지하는 것을 도와준 충성스러운 노브고로드 시민들에게 상당한 자유권과 특혜를 보장해 주는 것이었다. 이 때 노브고로드 공화국의 기반이 마련된 것으로 본다. 여전히 키예프 루스의 한 지방이었지만, 노브고로드는 점점 힘을 키워 거의 독립적인 강력한 지역 중심지로 발전했다.
노브고로드의 보야르들은 12세기 중반까지 키예프 대공에 의해 임명되던 포사드니크와 티스야츠키 공관을 지배하기 시작했다. 1136년, 노브고로드인들은 공작 프세볼로트 1세를 쫓아냈다. 이후 1.5 세기에 걸쳐 그들은 숱한 공작들을 초빙하고 또 쫓아냈다. 다만 공작을 자기들이 영입하는 이 행위는 노브고로드가 완전히 독립적으로 생각하여 행했다기보다는, 그때 그때 루스 민족의 공후(크냐지)들 중 두드러지게 강력한 사람이 누구였는가에 따라 행해진 것이다.

### 중기
스타라야루사, 스타라야라도가, 토르조크, 오르셰크 등의 도시가 노브고로드 공화국의 강역에 속하였다. 일부 출전에 따르면 노브고로드 대주교 대리가 13세기 스타라야라도가를 다스렸다고 한다. 원래 노브고로드 공화국의 땅이었던 프스코프는 늦어도 13세기부터 프스코프 공화국이라는 사실상의 독립국이 되어 한자 동맹에 가입했다. 다우만타스(1240년경 ~ 1299년경), 브세볼로드( ~ 1138년) 등은 노브고로드 공작이나 다른 관리들의 간섭을 받지 않고 프스코프 공작으로서 프스코프를 통치했다. 1348년 볼로토보 조약으로 프스코프는 프스코프 공화국으로 완전히 독립해 나갔다. 하지만 노브고로드 대주교는 이후에도 프스코프 교회를 대표했으며, 1389년까지 "대노브고로드와 프스코프의 대주교"라는 직함을 사용했다.
12세기에서 15세기에 걸쳐 노브고로드 공화국은 동쪽과 북동쪽으로 팽창했다. 노브고로드인들은 오네가호 주위, 세베르나야드비나강 유역, 백해 연안을 탐험했다. 14세기 초에 노브고로드인들은 북빙양과 바렌츠해, 카라해와 서시베리아의 오비강을 탐험했다. 우랄산맥 북부에 살던 우그리아족은 대노브고로드에 종속하였다. 공화국 북부 지방은 모피, 해양 동물상, 소금 등이 풍부한 곳이었고, 노브고로드인들에게 엄청난 경제적 중요성을 갖고 있었다.

### 말기

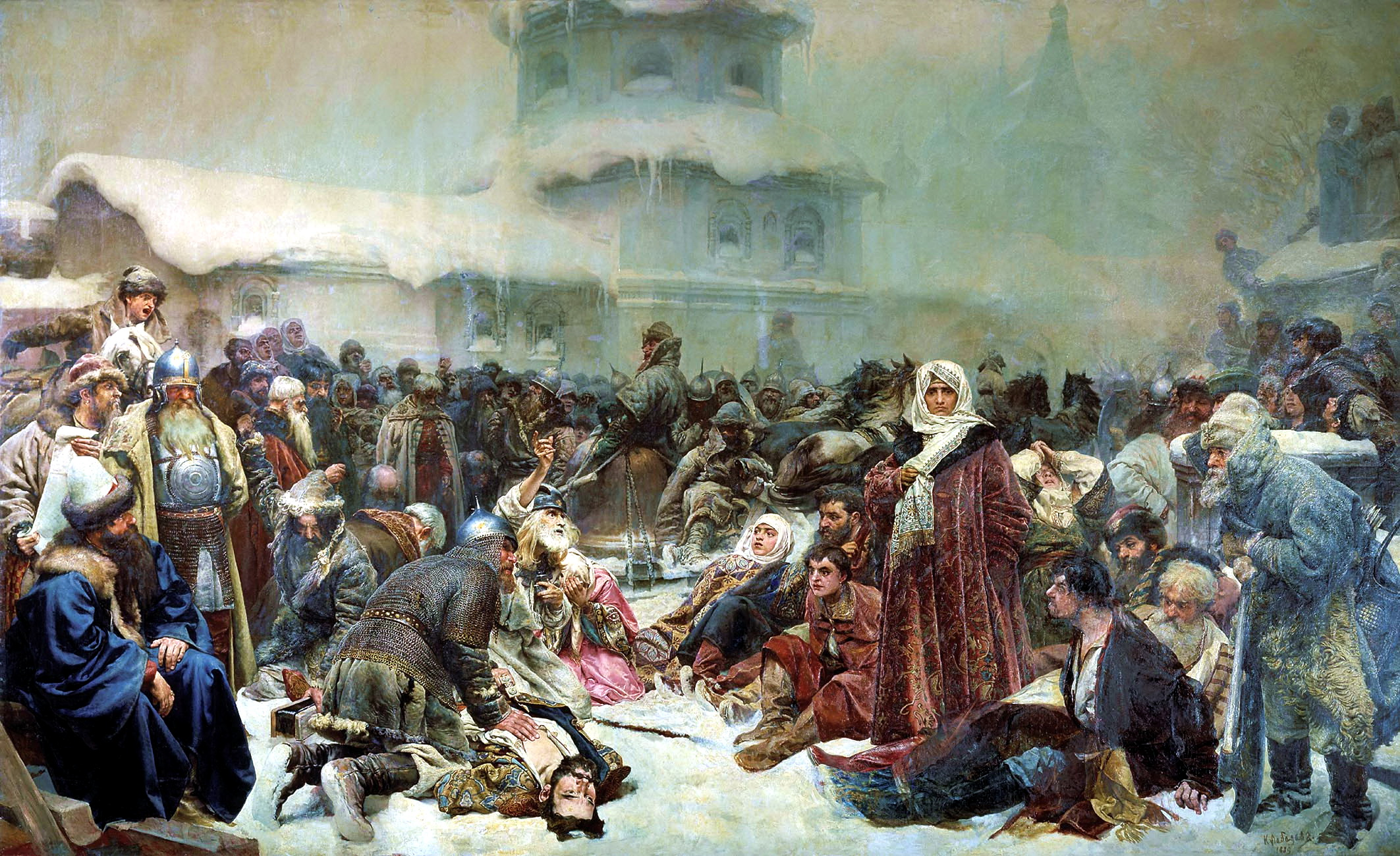
《노브고로드 민회의 파괴를 바라보는 시장부인 마르타》, 클라브디 레베데프 작품.

14세기부터 트베리 대공국, 모스크바 대공국과 리투아니아 대공국 등이 노브고로드 공화국의 지배권과 그 부(富)를 탐내기 시작했다. 트베리 대공국의 미하일 야로슬라비치는 블라디미르 대공으로 즉위하고, 자신의 관리들을 노브고로드 공화국에 파견하였다. 미하일이 가하는 압력에 반하여 노브로고드 공화국은 당시 게오르기 대공이 지배하고 있던 루스 공국인 모스크바 공국과 유착하기 시작했다. 트베리 대공국이 노브고로드 공화국에 가까이 인접해 있었다는 점 역시 모스크바 공국과 유착하게 된 원인 중 하나였다. 노브고로드인들은 트베리 대공국의 대공들이 노브고로드 공화국의 영토를 침탈하여 공화국을 약화시키는 것을 심히 우려하였다. 반면 모스크바 공국은 그때까지는 노브고로드 공화국을 건드리지 않았고, 모스크바 공국은 트베리 대공국보다 멀리 떨어져 있었기 때문에, 모스크바 공국의 공작은 노브고로드 공화국을 보호해 줄 대공으로 영입되기에 적절하다고 판단되었다. 모스크바 공국의 도움이 필요할 때면 노브고로드로 올 수 있을 정도로 가까우면서, 또 동시에 모스크바 공국이 노브고로드 공화국의 내정을 간섭하기에는 너무 멀다는 계산이 작용하였다.
그러나 이반 1세 시기에 모스크바 공국이 모스크바 대공국으로 격상하면서 노브고로드 공화국에 심각한 위협이 되기 시작했다. 이반 1세와 시메온 이바노비치를 비롯한 모스크바 대공국의 지도자들은 노브고로드 공화국의 독립을 일부 제한하려고 시도하였다. 1397년, 노브고로드 공화국과 모스크바 대공국 사이에 결정적인 충돌이 발생했다. 모스크바 대공국이 세베르나야드비나강이 흐르는 방향을 따라 드비나 지역을 병합한 것이다. 이 지역은 노브고로드 공화국에서 사용되는 모피의 거의 대부분을 생산하고 있었고, 공화국의 복지에 치명적으로 직결되었다. 모스크바 대공국은 일단 이 땅을 다음 해 노브고로드 공화국에 돌려 주었다.
모스크바 대공국의 압제에 저항하고자, 노브고로드 공화국은 폴란드-리투아니아 연방과 동맹을 꾀하였다. 전통사학에 따르면 공화국을 구하기 위해 폴란드-리투아니아와의 동맹을 지지하는 소위 리투아니아당(Lithuanian party)은 포사드니크 이사크 보레츠키(Isak Boretskii)의 아내 마르파 보레츠카야가 이끌었다.
전설에 따르면 보레츠카야는 리투아니아의 미하일 올렐코비치를 초청하여 그에게 자신의 남편이자 노브고로드 공화국의 지배자가 되어줄 것을 요청했다. 또한 그녀는 폴란드 왕국의 국왕이자 리투아니아 대공국의 대공인 카지미에시 4세와도 동맹을 맺었다. 그런데 폴란드 왕국 및 리투아니아 대공국에 충성을 바치게 될 가능성이 높아지자 공화국의 평민들 사이에 동요가 일어났다. 최근 자넷 마틴(Janet Martin)과 가일 렌호프(Gail Lenhoff)는 보레츠카야는 아마 페오필(Feofil, 임기 1470년 ~ 1480년) 대주교에 의해 희생양이 되었을 것이라고 주장한다. 페오필 대주교가 대공의 승인 없이 노브고로드 공화국이 외교 관계를 맺을 수 없다고 정한 야젤비츠키 조약을 위반한 책임을 그녀에게 떠넘기려 했다는 것이다.
리투아니아당에서 보레츠카야의 역할이 과장되었을 수는 있지만, 아무튼 노브고로드 공화국은 분명히 폴란드 왕국에게 의지하려고 시도했다. 셸론강 전투 이후 약탈품 사이에서 폴란드 왕국과 노브고로드 공화국 사이의 조약 초안이 발견되었다고 한다.
모스크바 대공국은 노브고로드 공화국의 행동을 야젤비츠키 조약의 위반으로 해석하고 노브고로드 공화국에 대한 전쟁을 개시했다. 모스크바 대공국은 1471년 7월 셸론강 전투에서 결정적인 승리를 거두었고, 그로 인해 노브고로드 공화국의 자유는 심대한 침해를 받게 되었다. 노브고로드 공화국은 이후 7년동안 형식적인 독립을 유지했으나, 마침내 1478년 이반 3세가 군대를 보내 도시를 점령했다. 이반은 학살을 벌이고 베체를 파괴했으며, 도서관과 기록보관소를 불태웠다. 이반은 노브고로드 공화국의 영토 81.7%를 차지하고 그 중 절반은 자기 땅을 삼고 나머지는 대공족들에게 분배하였다.

## 역사학
소비에트 시대 마르크스주의 학자들은 노브고로드의 정치 체계를 ‘봉건 공화국’(feudal republic)이라 칭하며 마르크스주의 역사학에서 말하는 시대 구분(노예제 - 봉건제 - 절대군주제 - 자본주의 - 사회주의 - 마르크스주의 - 공산주의)에 적용시키려 했다. 그러나 현대의 학자들은 루스에서 중세 서유럽의 그것과 대응되는 봉건제가 애초에 존재한 적이 있는지를 의문시하고 있다. 노브고로드인들은 자신들의 국가를 “존엄한 대(大) 노브고로드”(Государь Господин Великий Новгород / Gosudar' Gospodin Velikiy Novgorod) 또는 “대(大) 노브고로드”(Господин Великий Новгород / Gospodin Velikiy Novgorod)라고 불렀다. 수도 노브고로드 시와 그 광대한 배후 지역은 “노브고로드 강역”(The Novgorodian Land)이라 칭하였다.

## 정치

1426년에 제작된 노브고로드 공화국의 인장에 그려진 야수.

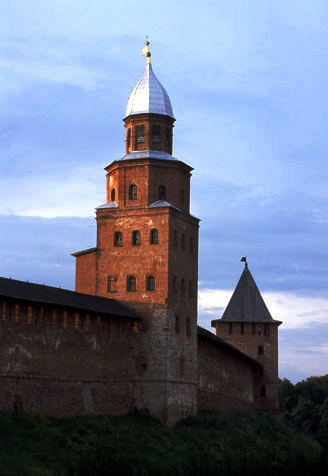
15세기 후반에 만들어진 중세 노브고로드 크렘린의 벽. 왼쪽에 보이는 탑은 코쿠이(Kokui) 탑으로 17세기에 지어졌으며, 그 이름은 스웨덴어 어원이다.

전통사학에서는 노브고로드 공화국에 대하여 고도로 제도화된 베체(일종의 민회) 네트워크와, 포사드니크(시장)·티샤츠키(천인대장, 본래 성읍의 민병대의 수장이었으나, 나중에는 법률 및 상업 관리를 가리키게 되었다.)·다른 귀족 가문의 일원들·노브고로드 대주교 등으로 이루어진 정부에 대한 이미지를 만들어냈으나, 오늘날 노브고로드 공화국의 정확한 헌정체제는 명확하지 않다.
그 존재가 확실한 노브고로드의 (최소한 명목상으로라도) 지도자는 노브고로드 공작이었다. 노브고로드인들은 주위 국가들에서 공작을 모셔다 왔으며, 국력이 시들해진 13세기와 14세기 초에도 여전히 외부에서 공작을 영입해왔다.
일부 학자들은 노브고로드 대주교가 정부 행정의 수장이었다고 주장하기도 하지만, 다양한 관리들의 정확한 권한을 밝혀내는 것은 어려움이 따른다. 대주교가 주재했으며 대주교 대주교궁(1433년 이후에는 다면궁)에서 열린 "귀족평의회"(Совет Господ)가 존재했을 가능성은 있으나, 최근 Jonas Granberg는 그러한 기구가 실제로 존재했는지에 대해 의문을 던졌다. 그는 이 개념이 역사학자들이 가장 희귀한 사료에 너무 몰입한 결과 만들어진 것에 불과하다고 주장한다.
노브고로드 대주교가 공화국의 실제 권력자 또는 행정수반이었는지 여부는 불확실하다. 하지만 어느 경우에건 대주교가 도시의 주요한 관리였던 것은 확실해 보인다. 대주교는 노브고로드의 교회들을 감독할 뿐 아니라, 대사관을 대표하고, 세속적인 법정 판결을 감독했으며, 그 이외에도 몇 가지 세속적 임무를 맡아 수행했다. 하지만 대주교는 보야르들과 함께 총의를 수렴한 것으로 생각되며, 대주교가 단독행동을 한 경우는 거의 없었던 것 같다. 대주교는 외부에서 임명되지 않고 노브고로드인들이 투표로 뽑은 뒤 루스 관구장주교에게 재가를 받는 식으로 세워졌다. 노브고로드 대주교는 아마 노브고로드에서 가장 부유한 단일 지주였을 것이며, 법정 수수료와 시장바닥의 저울 사용비, 그 외 여러 가지 수단을 사용해 돈을 벌어들였을 것이다.

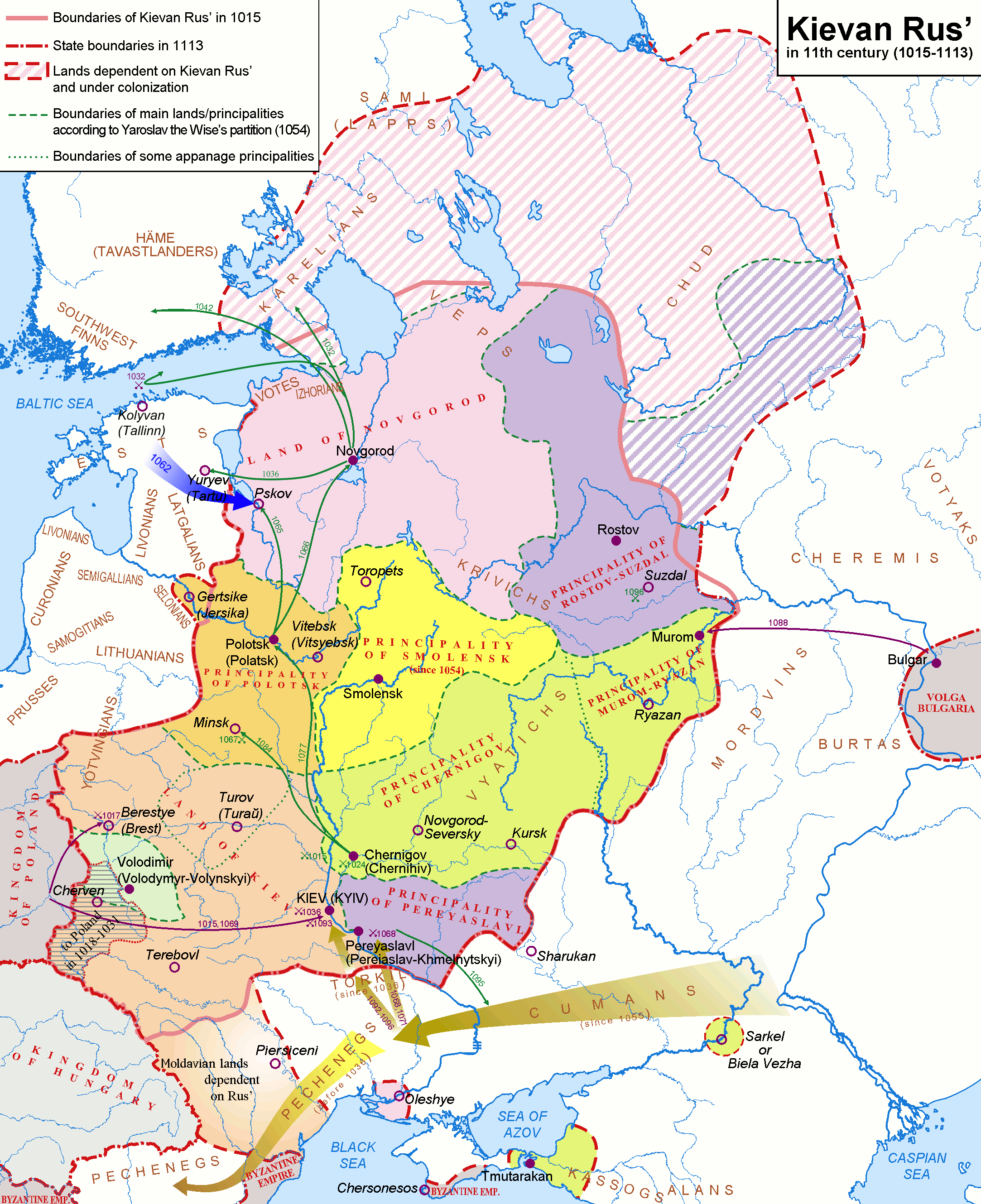
키예프 루스(빨간 경계선)에서 독립하기 전의 노브고로드(분홍색).

또다른 중요한 정무관으로는 베체(Veche; 민회)를 주재하는 노브고로드 포사드니크(Posadnik; 시장)가 있다. 베체에서는 공작 이하 여러 사람들이 모여서 세금 징수와 도시의 시사 문제들을 논하였다. 공작의 주요한 결정사항들은 거의 대부분 시장의 재가를 받아야했다. 14세기 중반부터는 시장을 한 명만 두지 않고, 민회에서 한번에 6명을 뽑았다. 6명의 시장은 종신직이었으며, 매 해 그들 중에서 수석시장인 스테페노이 포사드니크(Stepennoy Posadnik)를 뽑았다.
민회인 베체의 정확한 실체 역시 불확실하나, 농민을 포함한 시민들로 이루어진 것으로 보인다. 이 민회가 민주적 기구였는지 보야르 귀족들에 의해 주도된 것인지 여부는 맹렬한 논쟁의 대상이 되어 왔다. 시장, 천인대장은 물론 노브고로드 대주교나 주교 역시 민회에 의해 뽑히거나 적어도 민회의 승인을 받아야 했다.
상공업에 종사한 상인들과 장인들 역시 대노브고로드의 정치적 문제에 참여했다. 전통적인 학자들은 그들이 "콘치"(конец; 복수형 концы)라 불리는 5개 자치구에 나뉘어 거주했으며 또 그 자치구별로 조직을 이루었다고 주장한다. 특정 골목과 거리에 도시의 어떤 기능이 집중되어있는지에 따라 그 골목 또는 거리의 이름이 정해지기도 했다(예컨대 목수 골목, 도공 골목 등), 상인 집단들은 소트냐(сотни; 백인대)라는 조직을 만들었다. 이것은 최초의 루스 길드로 간주되기는 하나, 루스 민족의 여러 나라들에게 네덜란드, 독일, 프랑스, 영국 등에 존재했던 것과 동일한 성격의 길드가 존재했다는 증거는 없다.
노브고로드 중세사의 다른 부분과 사실상 마찬가지로, 이러한 상공업자들의 조직의 실체 역시 불명확하며, 서유럽의 보다 조직화된 길드(또는 이후의 조합)와 혼동해서는 안 된다. 노브고로드의 "골목"이나 "거리"는 길드나 조합이라기보다는 단순한 행정 단위에 불과할 가능성도 있다. 거리 조직은 자기 동네에 교회를 짓거나 돌림병일 들 때 죽어나간 이웃 사람들을 묻거나 했다고 알려져 있지만, 그 활동이 정확히 어떤 것이었는지 역시 확실하지 않다. 러시아 최초의 길드라고들 하는 이반의 백인대 같은 경우에도 그 실체는 정체불명이다.
"거리"와 "골목"은 특정 귀족 파벌을 지지하거나 그들의 이해를 보호하면서 정치적 의사결정 과정에 참여했을 가능성이 있다. 여러 조약과 그 외의 규약들에서 상인 "원로"들이 언급되기도 하지만, 이러한 규약들 중 불과 백여개 정도만 보존되어 있으며 그 중 반 다스 정도는 12세기의 물건이고 나머지 대부분은 1262년 이후의 물건이다. 이렇듯 자료의 부족으로 인해 노브고로드의 정치 조직을 가늠하는 것은 상당한 어려움이 있다.
노브고로드 공작은 세습직이 아니었고 그 권력 역시 상당히 제한적이었지만, 여전히 공작은 노브고로드인의 생활에 중요한 존재였다. 100여명의 노브고로드 공작들 중 절대다수는 노브고로드인들에 의해 초빙되거나 폐위되었다. 그 중 일부는 리아드(ряд)라 불리는 계약에 서명했다. 리아드란 노브고로드의 보야르들의 이해를 보호하고 공작의 권리와 의무를 정해 놓은 계약이었다. 문서보관소에 보존된 리아드는 초빙된 공작 열두 명과 노브고로드의 관계를 서술하고 있다. 열두 명 중 다섯 명은 트베리, 네 명은 모스크바, 세 명은 리투아니아에서 모셔져 왔다.
공작의 제1기능이자 가장 중요한 기능은 군사적 지도자였다. 또한 공작은 도시의 교회들을 후원하고 재판소를 유지했고, 공작이 노브고로드에 부재할 시 공작의 나메츠니크나 중위가 대신 업무를 보았다. 재판에는 시장이 항상 참석했고, 시장의 승인 없이는 어떠한 판결도 내려질 수 없었다. 또한 시장의 허가가 없이는 공작이 노브고로드의 영토를 나눠주거나 법을 만들 수 없었다. 무엇보다 공작은 노브고로드에 자신의 사유지를 가질 수 없었고, 노브고로드의 영토에서 세금을 걷을 수도 없었다. 노브고로드 공작은 도시에서 그에게 지불하는 돈만 받아가는 월급쟁이 사장이었다.
여러 리아드에 따르면, 공작은 노브고로드 영토 밖에서 노브고로드인을 끌고 가거나 기소할 수 없었다. 노브고로드에 공작의 거처는 두 곳 있었는데, 하나는 장터에 있었고(야로슬라프 1세의 이름을 따 야로슬라프 궁전이라 했다.), 나머지 하나는 남쪽으로 수 마일 떨어진 (Городище / Riurkovo Gorodische)였다.
노브고로드 공화국의 행정구역은 정확히 알려져 있지 않다. 공화국은 수 개의 티샤차스(tysyachas, 나라의 핵심 영토)와 볼로츠(volosts, 북부와 동부의 식민지 또는 공물을 바치던 지역)로 나뉘었다. 노브고로드 시와 그 주위를 비롯한 도시들은 이러한 구역들에 포함되지 않았다. 프스코프는 13세기 이후로 노브고로드로부터 자치권을 얻어냈으며, 1348년 볼로토보 조약으로 독립을 인정받았다. 그 외의 다른 도시들도 노브고로드 그리고 자신들의 이웃 도시들과 연대하면서 특수한 지위를 누렸다.

## 경제

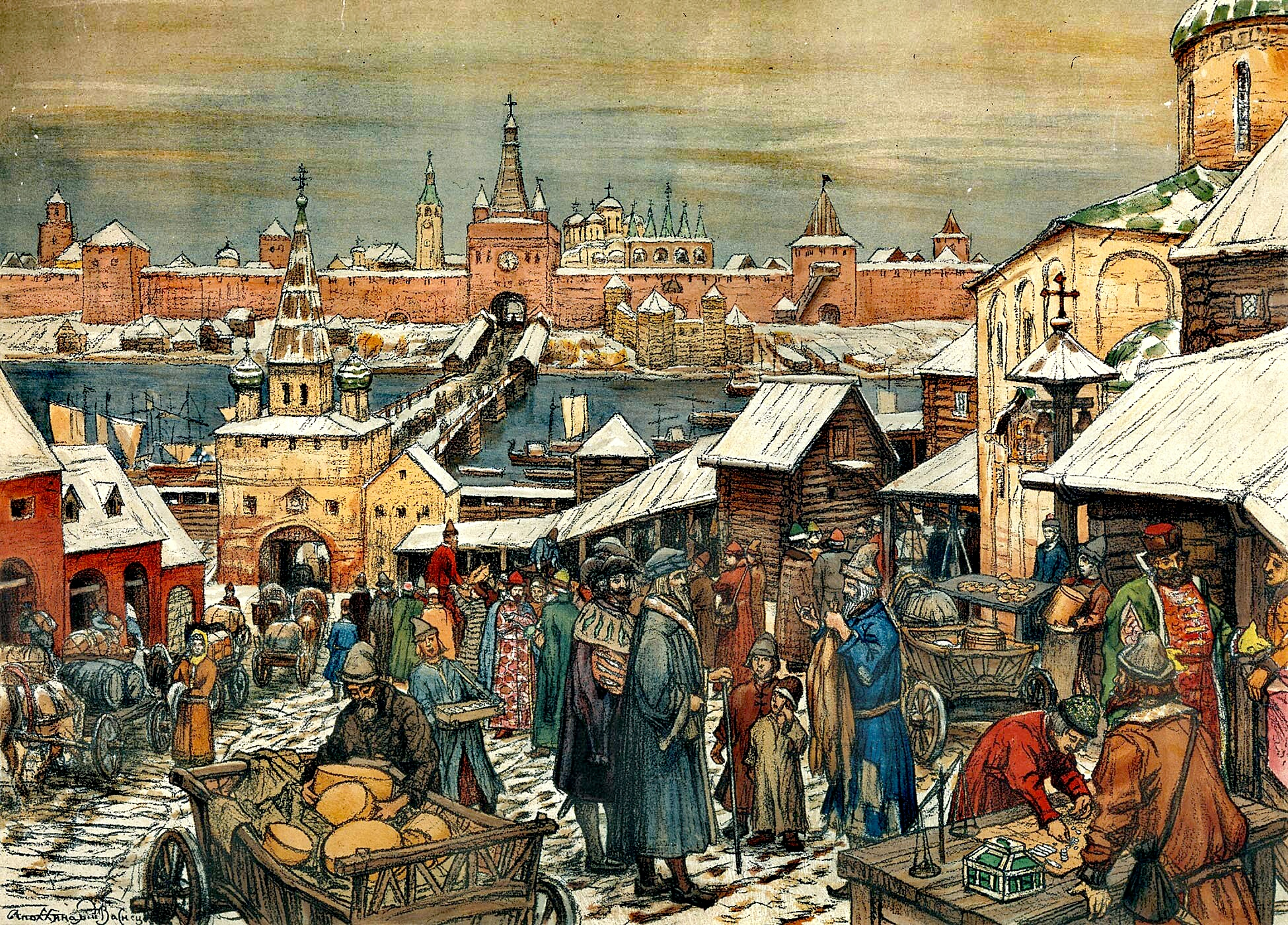
노브고로드의 시장바닥.

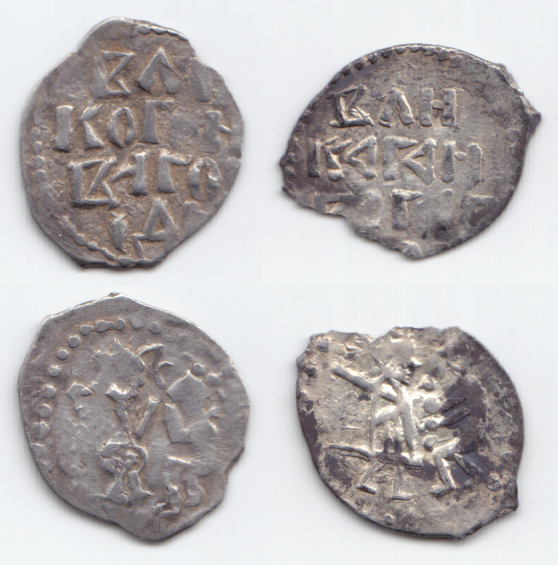
노브 고로드 공화국의 은화, 1420-1478.

노브고로드 공화국의 직업활동으로는 낙농업과 축산업(노브고로드 공작과 그 외의 자들은 노브고로드 군대를 위하여 말을 키웠다.), 가금업, 양돈업, 채집, 양잠업, 산림업, 수렵, 양봉, 어로, 낚시, 양식업, 염전, 땅꾼 등이 광범위하게 퍼져 있었다. 공화국의 거의 대부분의 지역에서는 이러한 다양한 "직업"들이 농업과 조화를 이루었다. 핀란드만 해안가에서는 철광석이 채굴되었고, 스타라야루사 등의 지방정부에서는 제염과 아마, 홉의 재배가 이루어졌으며 중요 산업으로 취급받았다. 변방 지역에서는 모피, 밀랍, 벌꿀, 생선, 라드, 아마, 홉 등이 생산되었으며, 이것들은 시장에서 판매되고 또 다른 루스계 도시국가들 또는 해외로 수출되었다.
노브고로드의 진정한 국부는 모피 무역을 통해 얻어졌다. 노브고로드 시는 루스 민족과 북유럽 사이의 무역 집산지였다. 노브고로드 시는 중국에서부터 시작하는 비단길의 서북쪽 끝이자 한자 동맹의 발트 해 무역로의 동쪽 끝에 위치해 있었다. 노브고로드의 북동쪽 지방(노브고로드인들은 “육로 너머의 땅”이라고 불렀다.)은 라도가 호와 오네가 호에서부터 북으로는 백해, 동으로는 우랄산맥까지 펼쳐져 있었다. 이 지역에서는 모피가 너무 많이 나서 중세의 여행기에서는 하늘에서 모피 동물들이 비처럼 내린다는 말까지 있을 정도였다. 노브고로드의 상인들은 스웨덴, 독일, 덴마크, 노르웨이 등의 도시들과 교역하였다. 초기에는 노브고로드인들은 발트 해를 스스로 항해하기도 했다(이 때 노브고로드 상인들이 고틀란드와 덴마크에서 겪은 일들이 노브고로드의 첫 번째 연대기에 기록되어 있다.). 고틀란드에는 노브고로드 상인들을 위한 정교회가 만들어졌다. 마찬가지로 고틀란드의 상인들도 노브고로드에 자기들의 올로프 교회와 무역상사를 세웠다. 하지만 한자 동맹은 노브고로드 상인들이 독립적으로 해상무역을 하고 자기 배로 서유럽까지 화물을 운반할 권리에는 이의를 제기하였다.
노브고로드의 사유지 전체의 절반 이상은 30 ~ 40 여명의 보야르 귀족들이 차지하고 있었다. 그들의 대토지는 물적 자원으로 기능하여 보야르들의 정치적 우월을 보장하였다. 노브고로드의 성직자들의 중심 기구였던 노브고로드 성 소피아 대성당은 토지 소유에 있어 보야르들의 주요한 경쟁 상대였다.

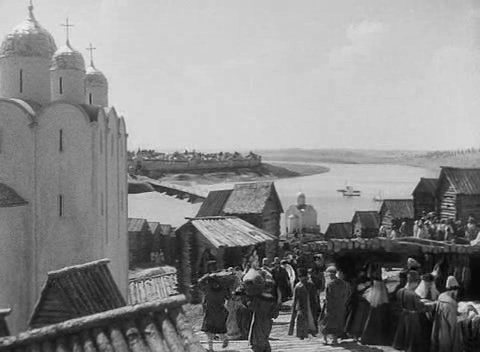
세르게이 에이젠슈테인의 영화 《알렉산드르 네브스키》(1938년)에 재현된 13세기 노브고로드.

일부 학자들은 노브고로드의 봉건 영주들이 소작농들을 법적으로 자기들 땅에 묶어두려고 시도했다고 주장한다. 다브니예 류디(давние люди), 폴로브니키(половники), 포루치니키(поручники), 돌즈니키(должники) 등은 주인들을 떠날 권리가 결여되어 있었다. 보야르들과 성직자들은 다른 종류의 소작농들에 대해서도 영주를 바꾸는 것을 제한하려고 시도했다. 하지만 루스에는 소작농들이 빚을 다 갚으면 땅을 떠날 수 있는 전통이 있었다. 빚을 다 갚으면 가을의 성 게오르기 축일 전후 1주일 동안 떠날 수 있었다. 이 전통은 모스크바 대공국이 노브고로드 공화국을 정복하고 나서도 1세기 이상이 지난 이반 4세 때에야 일시적으로 중단되었다. 고로 노브고로드 공화국에는 영구 농노제가 존재한 바가 없다.
알렉산드르 코로셰프 등 마르크스주의 학자들은 노브고로드에서의 계급투쟁을 논하곤 했다. 노브고로드에서는 80여 차례의 대형 봉기가 있었고, 대개 무장 반란으로 이어졌다. 가장 주목할 만한 난은 1136년, 1207년, 1228년 ~ 1229년, 1270년, 1418년, 1446년 ~ 1447년에 일어났다. 이것들 중 몇이나 "계급 투쟁"이라고 부를 수 있는 성격의 것인지는 확실하지 않다. 대개의 경우 보야르 귀족 파벌들 사이에서의 분쟁이었고, 만약 농민들과 장인들 그리고 상인들이 공족들에게 대항해 일으킨 반란이었다고 한들 그들은 사회구조 자체를 엎어버리기보다는 지배계층에게 보다 좋은 법을 요구하는 정도에서 그쳤다. 그들에게 중세적 정신을 뛰어넘어 공작 공관을 폐지해야 한다거나 상인들이 도시를 운영해야 한다는 자각이 있었던 것 같지는 않았다.

## 대외 관계
키예프 루스부터 노브고로드에서는 교역이 이루어졌다. 스칸디나비아의 상인들이 와서 지역 상인들과 거래했고, 1100년대에는 고틀란드 농민들이 성 올로프 교역상사를 세웠다. 뒤에는 독일 상인들도 노브고로드에 교역상사를 만들었다. 스칸디나비아 왕족들은 루스계 공국들의 공자녀들과 혼인을 맺었다.
동서 교회의 분열 이후, 노브고로드는 1200년대부터 스웨덴, 덴마크, 독일, 노르웨이 등의 십자군들과 다툼을 벌였다. 노브고로드가 차지하고 있던 현재의 핀란드 땅을 스웨덴이 침공하여 스웨덴-노브고로드 전쟁이 있었고. 독일은 12세기 후반부터 발트 지방을 정복하려고 시도했다. 노브고로드 공화국은 스웨덴과 26차례, 리보니아 검의 형제 기사단과 11차례 전쟁을 벌였다. 독일 기사단과 덴마크와 스웨덴 그리고 노르웨이의 봉건 영주들은 1240년에서 1242년에 걸쳐 일련의 비조직적 공격을 감행하였다. 독일의 발트 진출 시도는 페이푸스 호 전투(1242년)로 좌절되었다. 노브고로드의 문헌에서는 스웨덴군이 네바 전투(1240년)에서 억제되었다고 서술하고 있다. 하지만 1293년에 비보르에 성채를 건축하고 난 뒤, 스웨덴은 카렐리야에 교두보를 확보하였다. 1323년 8월 12일, 스웨덴과 노브고로드 사이의 국경선을 확정하는 뇌테보리 조약이 조인되었다. 이것은 노브고로드와 스웨덴 사이의 국경이 정해진 최초의 사례였다.
노브고로드 공화국은 몽골 제국이라는 공포의 재림을 피할 수 있었는데, 이는 몽골군의 사령관이 노브고로드를 둘러싼 소택지를 거쳐가고 싶지 않아서 노브고로드 전방 100 km 지점에서 회두했기 대문으로 추측된다. 정식으로 정복되지는 않았지만 공화국은 킵차크 칸국의 칸에게 조공을 바쳤다. 1259년, 노브고로드 시에 정치적 소란이 발생하자 몽골의 조공징수인들과 호구조사원들이 시 안으로 들어왔다. 그들은 알렉산드르 네브스키로 하여금 다수의 노브고로드 관리들의 코를 잘라 블라디미르 대공(곧이어 칸의 루스 방면 세금징수인이 되었다.)과 그 위의 몽골인 칸들에게 거역한 죄를 벌하게 하였다. 14세기에는 노브고로드 해적 집단인 우시쿠이니크스가 멀리 카잔과 아스트라한에 이르기까지 악명을 떨쳤다.  이들 해적들은 노브고로드 공화국과 모스크바 대공국 사이의 전쟁에서 노브고로드를 지원했다.

## 문화

### 미술과 도상
노브고로드 공화국은 다른 루스계 공국들과 비교하여 높은 수준의 문화를 향유한 것으로 유명하다. 당대 동유럽 미술품의 대다수가 노브고로드에서 유래하였다. 노브고로드 시민들은 많은 양의 예술작품을 남겼는데, 특히 종교 성화가 많았다. 이러한 높은 수준의 예술은 번영하는 경제 덕분이었다. 주요 보야르 가문뿐만 아니라 부유한 상인들이나 장인 계층에서도 예술가들을 후원하여 성화를 만들었다. 13세기 말 노브고로드에서는 성화가 너무 흔해져서 시민들은 그렇게 부유하지 않아도 성화를 하나 장만할 수 있었다. 성화는 공화국 내의 교회와 가정에서 사용한 것 뿐만 아니라 수출품으로서도 제작되었다.
현재까지 남아있는 노브고로드 성화들은 전통적인 루스 양식과 팔라이올로고스-비잔틴 양식(키예프에서 유행했었음)과 유럽 로마네스크, 고딕 양식이 혼합된 양상을 보인다. 노브고로드의 예술가들과 그 향유자들은 경제적 도움을 제공하는 수호성인들을 선호했다. 예언자 엘리야는 농민들의 밭에 비를 내려주는 천둥의 신 페룬과 동일시되었으며, 성 게오르기우스, 성 블라시우스, 성 플로루스와 라우루스는 모두 농민들의 토지 또는 가축에 대한 어떤 종류의 보호를 제공하는 성인들이었다. 성 파라스케바 퍄트니차와 성 아나스타샤는 교역과 상인을 보호했다. 성 니콜라스는 목수의 수호성인이었으며 여행자와 고통받는 이를 보호했다. 성 니콜라스와 예언자 엘리야는 화재로부터 보호해 주는 성인이었다. 노브고로드의 경작지와 거리에서 화재는 아주 흔한 편이었다. 이러한 성인들을 묘사한 성호는 공화국 영토 전체에서 인기를 얻었다. 그러나 14세기 초에는 또다른 성화가 유행하기 시작했는데, 자비의 성모가 그것이다. "자비의 성모"는 예수의 어머니 마리아가 콘스탄티노플의 안드레를 만나 인류를 위해 기도한 것을 묘사하고 있다. 노브고로드의 예술활동은 1478년 모스크바 대공국이 노브고로드를 정복함으로써 본질적으로 파괴되었고, 이후 러시아 전체에 걸쳐 보다 획일적인 성화가 제작되었다.

### 건축과 도시설계
노브고로드는 볼코프 강을 경계로 2개 구역으로 나뉘었다. 한쪽은 도시의 상업구역으로 볼코프 강변에 위치한 시장이 포함된 구역이었고, 성 소피아 대성당과 고대 크레믈린이 강 반대편 구역에 존재했다. 대성당과 크레믈린은 도시 성곽으로 둘러쳐져 있었고, 종탑 역시 이 성곽의 일부였다. 노브고로드는 다수의 교회와 수도원으로 둘러싸여 있었다. 30,000 명이라는 큰 인구로 인해 도시는 북적거렸다. 상류층(보야르, 농민, 장인, 상인 등)은 도시 성곽 안의 커다란 석조 저택에 살았으나, 거지들은 어디든 잘 수 있는 곳이라면 아무 데서나 지냈다. 길거리는 나무로 포장이 되어 있었고, 비잔틴에서 유래한 목조 송수관이 구비되어 화재를 방지했다.
비잔틴 건축(커다란 돔으로 유명한)과 유럽의 로마네스크 건축이 노브고로드의 건축에 영향을 미쳤다. 다수의 부유한 집안들이 출자하여 도시에 교회와 수도원을 지었다. 약 83개의 교회가 있었고, 그 중 대부분은 돌로 지어졌다. 노브고로드 공화국에는 두 가지 대표적인 교회 양식이 존재했다. 우선 첫째는 비스듬히 기운 지붕을 가진 애프스 한 개로만 이루어진 것이다. 이 양식은 노브고로드 공화국이 존재했던 시기 루스에 널리 유행했다. 두 번째는 노브고로드 고유의 양식으로 아치형 박공이 달린 지붕을 덮은 애프스 세 개로 이루어져 있었다. 이 양식은 노브고로드 공화국 초기와 말기에 유행했다. 이 양식이 공화국 말기에 다시 유행한 것은 강대해지는 모스크바에 대한 저항을 표현한 것이다. 교회 내부에는 성화, 목각, 헌금접시 등이 있었다.

### 문헌
학자들은 노브고로드 공화국이 당대로서 상당히 높은 문헌 수준을 가지고 있었다는 데 대체로 동의하고 있다. 고고학자들이 천여 점의 자작나무 껍질 문서를 발굴했는데, 그 연대는 모두 11세기에서 15세기 사이에 걸쳐 있다. 이 문서들 중 약 950 개는 노브고로드에서 유래한 것이다. 고고학자들과 역사학자들은 화재로 노브고로드의 문헌 거의 대부분이 소실되었으며, 발굴된 것과 유사한 문서 2만여 점이 도시 어딘가에 파묻혀 있을 것으로 추측하고 있다.
보야르에서 농민, 장인에서 상인에 이르는 모든 계급의 노브고로드 시민들이 이 문서 작성에 참여했다. 여성들도 상당한 양의 필사본을 남겼다. 자작나무껍질에 쓰여진 글들의 내용은 종교 문서, 노브고로드 대주교의 기록, 모든 계급의 사업상 메시지, 여행기, 특히 종교 순례자들의 여행기가 있다. 노브고로드 시민들은 사실적이고 효율적인 문체를 사용했다. 또한 개중에는 빌리나(루스 민담과 서사시) 연대기도 포함되어 있다. 이 이야기들의 주인공은 거의 대부분 노브고로드 공화국의 자유와 모험정신을 대변하고 있다. 유명한 등장인물로 사업가이자 모험가인 사드코, 젊은 거인 바실리 부슬라에프(Vasilii Buslaev) 등이 있다. 자작나무껍질 문서에 더하여, 고고학자들은 노브고로드에서 현재까지 발견된 것들 중 가장 오래된 노브고로드어 필사본을 발견했다. 밀랍 서판에 시편 67, 75, 76장을 쓴 것으로, 그 작성 연대는 11세기 제1사분기로 추측된다.

## 같이 보기
- 프스코프 공화국